# شون إروين
شون إروين (بالإنجليزية: Shaun Irwin)‏ هو لاعب دوري الرغبي بريطاني، ولد في 8 ديسمبر 1968 في Pontefract ‏ في المملكة المتحدة.